# روزی ساتون
روزی ساتون (انگلیسی: Rosie Sutton؛ زادهٔ ۱۹ ژانویهٔ ۱۹۹۰) بازیکن فوتبال اهل استرالیا است.
از باشگاه‌هایی که در آن بازی کرده‌است می‌توان به باشگاه ورزشی وستمانایا اشاره کرد.